# Erythridula ilicis
Erythridula ilicis är en insektsart som först beskrevs av Ross 1953.  Erythridula ilicis ingår i släktet Erythridula och familjen dvärgstritar. Inga underarter finns listade i Catalogue of Life.